# Гідростатична передача

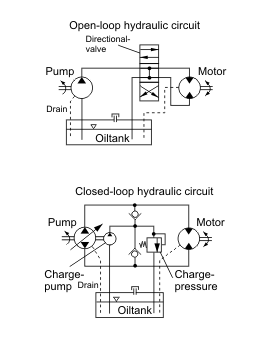
Принципова гідравлічна схема гідростатичної передачі з відкритою (вгорі) і закритою циркуляцією (внизу) рідини

Гідростати́чна переда́ча (гідроб'є́мна переда́ча — ГОП) — гідравлічна передача, основними елементами яких є об'ємна гідропомпа (гідронасос) та гідродвигуни, у яких механічна енергія передається за рахунок статичного напору (гідронасос-гідродвигун-рухомий механізм).

## Види
Поділяються на схеми з відкритою і закритою циркуляцією робочої рідини. У гідростатичних передачах насос і двигун можуть бути виконані в одному агрегаті або роздільно.
Може використовуватись як механізм для передавання вертально-поступного, вертально-повертального або обертального руху за рахунок гідростатичного напору рідини.
Гідростатичні передачі можуть забезпечувати жорсткий (в межах нестискуваності рідини) зв'язок між вхідною і вихідною ланками гідропередачі, передаючи створюваний насосом тиск до гідродвигуна (гідроциліндра або гідромотора) через робочу рідину як проміжне тіло, яке переміщається в замкнутому просторі.
До механізмів, що перетворюють гідравлічну енергію на
механічну, крім гідромоторів з обертовим рухом, належать
гідроциліндри, гідродвигуни із зворотно-поступальним
рухом та поворотні гідродвигуни.
- Гідравлічним циліндром (гідроциліндром) називають

об’ємний гідродвигун із обмеженим лінійним рухом вихідної ланки. Залежно від конструкції робочої камери гідродроциліндри поділяють на поршневі, плунжерні, телескопічні, тандем-циліндри, мембранні, сильфоні та ін.
Поршневим гідроциліндром називають циліндр, у якому робочі камери утворені поверхнями корпусу і поршня зі
штоком. Поршневі гідроциліндри розрізняють за такими
ознаками:
- - - за напрямком дії робочої рідини: однобічної та

двобічної дії;
- - - за кількістю штоків: з однобічним штоком і двобічним

штоком;
- - - за типом вихідної ланки: з рухомим штоком і з

рухомим корпусом.
У гідроциліндрах однобічної дії рух вихідної ланки під
дією потоку здійснюється тільки в одному напрямку. Рух у
зворотному напрямку відбувається під дією зовнішніх сил,
наприклад, сил тяжіння виконавчого органу, пружини
тощо. У гідроциліндрах двобічної дії рух вихідної ланки в
обох напрямках створюється під дією потоку робочої
рідини. Гідроциліндри з двобічним штоками застосовують
тоді, коли необхідно мати однакові зусилля і швидкість
штока в обох напрямках.
- Гідродвигуном зворотно-поступального руху називають гідродвигун, у якого вихідна ланка має обмежений

зворотно-поступальний рух і при одноразовому вмиканні в роботу він автоматично виконує коливальний рух з
певними частотою та амплітудою. Основою такого механізму гідродвигуна є поршневий гідроциліндр з двобічним штоком та розподільник із циліндричним золотником.
Принцип дії механізму з коливальним рухом полягає в
почерговому сполученні золотником напірного каналу з
порожнинами гідроциліндра. Під дією тиску робочий
орган гідроциліндра виконує зворотно-поступальний рух.
- Поворотним гідродвигуном називають такий гідродвигун, у якого кут повороту вихідної ланки механізму

обмежений і не перевищує 360°.
За конструкцією робочих камер вони бувають поршневими, пластинчастими, мембранними. А за принципом дії
аналогічні зі зворотно-поступальним рухом.

## Будова і принцип роботи
Гідростатичні передачі зазвичай складаються з об'ємних насосів (поршневих поступальних або роторних, роторно-пластинчастих чи шестеренних), що приводяться від двигуна і об'ємних гідродвигунів, з'єднаних з валом рушія, колектора, резервуара для робочої рідини і трубопроводів гідроліній.
При однакових параметрах насоса і гідродвигуна крутний момент чи зусилля від двигуна до рушія передається без зміни. Гідростатична передача за рахунок зміни продуктивності насоса забезпечує плавне регулювання у широкому діапазоні частоти обертання вала чи швидкості лінійного переміщення гідродвигуна.
Гідростатична силова передача дає можливість здійснювати реверсування руху і гальмування машини. Відпадає необхідність встановлення на машині потужних гальмівних пристроїв, за винятком стоянкових гальм. Гальмівні функції можуть бути покладені на гідростатичну передачу. Правда, для швидкохідних транспортних машин в цьому випадку гідростатична передача повинна мати охолоджувач, через який можна було б здійснювати швидке розсіювання енергії гальмування.

## Використання
Гідростатична передача знаходить широке застосування в автомобілебудуванні, тракторобудуванні, в сільськогосподарському, будівельному і дорожньому машинобудуванні як основа для створення гідрооб'ємних трансмісій.
За наявності гідростатичної силової передачі забезпечується висока надійність роботи машини, двигун та інші агрегати мають природний захист від перевантаження; ймовірність заглушення двигуна внутрішнього згоряння від перевантаження стає мінімальною. Наявність гідравлічного потоку від насоса до мотора обумовлює демпфувальні властивості всієї передачі, двигун машини працює стабільніше і зазнає меншого зносу.
За своїми характеристиками гідростатична передача аналогічна до електропередачі на постійному струмі, однак має перевагу за масою і габаритами. ККД її становить 0,75…0,9. Потужність устаткування з гідростатичними передачами зазвичай знаходиться в межах 40…2000 кВт.